# العلاقات الموريتانية السنغالية
تُشير العلاقات الموريتانية السنغالية إلى طبيعة العلاقات التي تجمع بين دولتي موريتانيا والسنغال.

## التاريخ
في السنوات التي أعقبت استقلال موريتانيا؛ حاول صناع القرار في البلد الأفريقي العربي الانفتاح على دول جنوب الصحراء الكبرى بما في ذلك السنغال، على الرغم من أن البلدين قد تبنيا استراتيجيتين مختلفتين للتنمية. تزايد الانقسام بين السود المورور في موريتانيا مما أدى توتر العلاقات مع السنغال التي تعتبر نفسها مناصرة لحقوق الأقلية السوداء في موريتانيا. تحت حكم معاوية ولد سيدي أحمد الطايع كانت العلاقات الثنائية بين البلدين صحيحة، على الرغم من أن كل دولة اتهمت الأخرى بإيواء المعارضين المنفيين. في أيار/مايو 1987 سلمت السنغال النقيب مولاي أشعر ولد شاحب العضو السابق في حكومة متهمة بالفساد؛ ولكن فقط بعد تهديدات مبطنة من نواكشوط أن عدم القيام بذلك سيعني أن موريتانيا ستكون منصة للمنشقين بحيث يمكن من خلالها التحدث علنا ضد حكومة الرئيس عبدو ضيوف. في نفس الوقت؛ تعاونت السنغال وموريتانيا بنجاح ضد مالي تحت نهر السنغال من أجل السيطرة على الفيضانات، والري ثم مشروع التنمية الزراعية. هذا الأمر سبب في اندلاع الحرب الموريتانية السنغالية الحدودية.